# NMB Nouveau Musée Bienne
Le NMB Nouveau Musée Bienne - Histoire  Art  Archéologie est créé en 2012, par fusion entre le Musée Schwab et le Musée Neuhaus. Il est situé sur la promenade de la Suze à Bienne en Suisse. 

## Projet du Nouveau Musée Bienne
En 2001, les autorités de la ville de Bienne mettent sur pied un projet de réunion des collections du Musée Schwab et du Musée Neuhaus. Ce projet aboutit en 2012 avec la création du Nouveau Musée Bienne, qui est inauguré au mois d'octobre 2012. 
Le NMB est sous la responsabilité de la Fondation Charles Neuhaus Bienne. Le musée est financé conjointement par la ville de Bienne, le canton de Berne et la Conférence culturelle régionale de Bienne.
Le NMB réunit le bâtiment Neuhaus, le bâtiment Schwab ainsi la propriété sis entre la Promenade de la Suze et le Faubourg du lac, issus de la donation de Dora Neuhaus. Une réaffectation partielle des bâtiments a été effectuée à la suite de la fusion : l’exposition permanente d’archéologie du bâtiment Schwab a été transférée dans le bâtiment Neuhaus. Désormais, le bâtiment Schwab est entièrement destiné à accueillir de grandes expositions temporaires pour les trois disciplines. Le nouvel espace d’accueil pour les deux bâtiments comprend la caisse, la boutique et le petit café du Musée, et se situe désormais dans le bâtiment charnière entre la Promenade de la Suze et le Faubourg du Lac.
Le NMB Nouveau Musée Bienne est bilingue – français et allemand.

## Collections
Le Nouveau Musée Bienne réunit les collections des deux anciens musées, ce qui en fait un musée interdisciplinaire couvrant les domaines de l'histoire, de l'art et de l'archéologie. 
Le NMB conserve et expose : 
- la collection archéologique de la ville de Bienne,
- une collection Histoire/Histoire industrielle,
- une collection d'art régional,
- la Fondation Collection Robert,
- la collection Karl et Robert Walser,
- la ciné-collection W. Piassio,
- la collection du clown Grock (depuis 2023)[4].

### Collection archéologique de la ville de Bienne
La collection archéologique de la ville de Bienne est issue de la donation de Friedrich Schwab. Cette collection réunit des objets collectés par Friedrich Schwab autour des années 1850 dans la région des lacs de Bienne, Neuchâtel et Morat. La collection archéologique couvre la période du Néolithique, de l'âge du bronze et de l'âge du fer.

### Collection Histoire/Histoire industrielle
Cette collection se compose de deux sous-ensembles. D'une part, la collection consacrée à l'histoire de la vie quotidienne, issue de la succession de Dora Neuhaus. Cet ensemble réunit notamment du mobilier, des ustensiles de ménage, des textiles, du linge de maison, , etc. Et d'autre part, elle réunit une collection d'objets industriels dont la collect a débuté dans les années 1990 par le Musée Neuhaus. Cette collection contient notamment des objets liés à l'histoire de l'indiennage ainsi qu'à l'histoire de l'horlogerie.

### Collection d'art régional
Le NMB collectionne des tableaux et des gravures d'artistes de la région datant du XIXe et du XXe siècle. Cette collection constitue la continuité de la collection réunie par le Musée Schwab.

### Fondation Collection Robert
Cette collection comprend 3 000 œuvres de la famille de peintres Robert, dont des œuvres de Léo-Paul Robert, Paul-André Robert et Philippe Robert. Le NMB se charge de la conservation et de la présentation de cette collection, propriété de la Fondation Robert.

### Collection Karl et Robert Walser
Cette collection réunit des œuvres du peintre Karl Walser, composée de tableaux, d'esquisses et d'aquarelles.

### Ciné-collection W. Piasio
Cette collection document l'évolution de l'histoire du cinéma, depuis son invention jusqu'à l'époque moderne. Elle est issue d'une collection réunie par le biennois William Piasio, acquise en 1987 par la ville de Bienne.

## Expositions
- 2013 : Écrasée, laminée. 360 ans d'histoire de l'industrie du tréfilage à Bienne[12]
- 2015 : Au chevet de Bienne - La visite du docteur en 1850[13]
- 2017 : Microsculpture - Levon Biss : photographies d'insectes[14],[15]
- 2023 : Nous, saisonniers, saisonnières… 1931-2022[16]

## Exposition permanente
Le NMB expose de manière permanente la collection Fondation Robert ainsi que les thématiques suivantes : 
- Karl Walser, une carrière de peintre,
- La vie bourgeoise au XIXe siècle,
- La fenêtre archéologique de la région,
- Le Jorat.

Un projet de renouvellement de l'exposition permanente est en cours d'élaboration. Ce dernier, lancé en 2021, souhaite présenter les collections de manière interdisciplinaire et participatif.